# Thy Winter Kingdom
Thy Winter Kingdom - demo (promo) album polskiego zespołu blackmetalowego Behemoth. Wydawnictwo zostało zarejestrowane w czerwcu 1993 roku podczas jednej z prób zespołu. Nagrania, wydane tego samego roku w ograniczonym nakładzie na kasecie magnetofonowej nie były dostępne w sprzedaży.
29 stycznia 2015 roku nakładem wytwórni muzycznej Witching Hour Productions ukazało się wznowienie nagrań. Album został wydany na płycie gramofonowej. Promo zostało także wydane na płycie CD wraz z albumem From the Pagan Vastlands Advanced Tape (1994).

## Lista utworów
Opracowano na podstawie materiału źródłowego.
| Wydanie - 1993 | Wydanie - 1993                  | Wydanie - 1993 |
| Nr             | Tytuł utworu                    | Długość        |
| -------------- | ------------------------------- | -------------- |
| 1.             | „Thy Winter Kingdom”            |                |
| 2.             | „The Dance of the Pagan Flames” |                |
| 3.             | „Moonspell Rites”               |                |

| Wydanie - 2015 | Wydanie - 2015                                                     | Wydanie - 2015 |
| Nr             | Tytuł utworu                                                       | Długość        |
| -------------- | ------------------------------------------------------------------ | -------------- |
| 1.             | „Thy Winter Kingdom (official reh tape version)”                   |                |
| 2.             | „The Dance of the Pagan Flames (official reh tape version)”        |                |
| 3.             | „Moonspell Rites (official reh tape version)”                      |                |
| 4.             | „Thy Winter Kingdom (other version from this same reh)”            |                |
| 5.             | „The Dance of the Pagan Flames (other version from this same reh)” |                |
| 6.             | „Moonspell Rites (other version from this same reh)”               |                |
| 7.             | „The Dance of the Pagan Flames (other version from this same reh)” |                |

## Twórcy
Opracowano na podstawie materiału źródłowego.
Zespół Behemoth w składzie
- Adam "Nergal" Darski – śpiew, gitara elektryczna, słowa
- Adam "Baal" Muraszko – perkusja, słowa
- Rafał "Frost" Brauer – gitara

Dodatkowi muzycy
- Sławomir "Baeon von Orcus/S.K." Kolasa – gitara basowa, oprawa graficzna